# Анри IV де Сюлли
Анри IV де Сюлли (Henri IV de Sully) (1282—1336) — французский военный и государственный деятель: великий кравчий, главный казначей.
Сын Анри III де Сюлли, сеньора де Сюлли, и Маргариты де Боме, дамы де Брион и де Шатомейлан.
Советник короля Филиппа Красивого в последние годы его правления. Сблизился с его младшим сыном Филиппом де Пуатье, и после вступления того на престол получил должность великого кравчего (grand bouteiller de France) (1317). Вскоре стал главным казначеем (grand trésorier). В 1317—1320 гг. подготовил 5 подписанных королём ордонансов по упорядочению деятельности финансового ведомства. В 1320 г. — первый начальник счётной палаты (Chambre des comptes).
Начиная с 1318 г. когда был послан к папе Иоанну XXII, выполнял важные дипломатические поручения. Способствовал нормализации отношений между королём и его кузеном Эдом — герцогом Бургундии.
В 1318 году обвинил в измене королевского советника Беро X де Меркёра. Этот конфликт уладил Филипп V.
В 1322 году новый король Карл IV сместил Анри де Сюлли с должности казначея (на неё был назначен Пьер де Реми). В 1323 г. входил в состав посольства в Вестминстер, которое вело переговоры о женитьбе старшего сына английского короля на дочери Карла IV.
В 1329 году назначен Филиппом д’Эврё губернатором Наварры. В 1335 г. в войне с Арагоном командовал наваррскими войсками.
Анри IV де Сюлли был женат на Жанне, дочери графа Жана V де Вандома и Элеоноры де Монфор-Кастр. Дети:
- Жан II де Сюлли (ум. 1343)
- Филипп де Сюлли
- Мария де Сюлли, жена Роберта VIII Бертрана, маршала Франции
- Маго де Сюлли, с 1336 г. жена Жана II де Леви-Мирпуа
- Элеонора, жена Гастона I де Леви-Мирпуа.